# Greg Parks
Pour les articles homonymes, voir Parks.
Gregory Roy Parks, dit Greg Parks, (né le 25 mars 1967 à Edmonton, dans la province de l'Alberta, au Canada — mort le 16 juin 2015 à Edmonton) est un joueur canadien de hockey sur glace.

## Biographie
Avec l'équipe du Canada de hockey sur glace, il remporte la médaille d'argent olympique en 1994 à Lillehammer. 